# Jiří Veselý
Jiří Veselý (n. 10 iulie 1993) este un jucător ceh de tenis. Cea mai înaltă poziție în clasamentul ATP la simplu este locul 35 mondial (27 aprilie 2015). Este actualul jucător numărul 2 al Cehiei la simplu.
În 2011, el a devenit primul ceh care a câștigat Openul Australiei la juniori la simplu și, împreună cu slovacul Filip Horanský, a câștigat titlul la dublu. În cariera sa în ATP Tour, a câștigat două titluri la simplu și două la dublu. În ATP Challenger și Circuitul ITF a câștigat cincisprezece titluri la simplu și șase la dublu. A câștigat o medalie de aur la dublu la primele Jocuri Olimpice de Tineret 2010 de la Singapore.
La Monte-Carlo Rolex Masters 2016, l-a învins surprinzător pe numărul unu mondial Novak Djoković în turul doi, învingând pentru prima dată jucătorii din top zece din lume.
A debutat în echipa Cehiei de Cupa Davis în  2013 în meciul împotriva Elveției, unde a pierdut în fața lui Henri Laaksonen. Până în noiembrie 2020, a concurat în paisprezece meciuri internaționale cu un record de 11-10 la simplu și 2-3 la dublu.
A reprezentat Cehia la Cupa Hopman 2016 alături de Karolína Plíšková, ocupând locul doi în grupa de bază.

## Finale ATP

### Smplu: 3 (2 titluri, 1 finalist)
| Legendă                |
| ---------------------- |
| Grand Slam (0–0)       |
| ATP Masters 1000 (0–0) |
| ATP 500 Series (0–0)   |
| ATP 250 Series (2–1)   |

| Titluri după suprafață |
| ---------------------- |
| Dură (2–0)             |
| Zgură (0–1)            |
| Iarbă (0–0)            |

| Rezultat | C–P | Dată           | Turneu                       | Cat.    | Suprafață | Adversar               | Scor                 |
| -------- | --- | -------------- | ---------------------------- | ------- | --------- | ---------------------- | -------------------- |
| Câștigat | 1–0 | ianuarie 2015  | Auckland Open, Noua Zeelandă | ATP 250 | Dură      | Adrian Mannarino       | 6–3, 6–2             |
| Pierdut  | 1–1 | aprilie 2015   | Romanian Open, România       | ATP 250 | Zgură     | Guillermo García López | 6–7(5–7), 6–7(11–13) |
| Câștigat | 2–1 | februarie 2020 | Maharashtra Open, India      | ATP 250 | Dură      | Egor Gerasimov         | 7–6(7–2), 5–7, 6–3   |

### Dublu: 3 (2 titluri, 1 finalist)
| Legendă                |
| ---------------------- |
| Grand Slam (0–0)       |
| ATP Masters 1000 (0–0) |
| ATP 500 Series (0–0)   |
| ATP 250 Series (2–1)   |

| Titluri după suprafață |
| ---------------------- |
| Dură (1–0)             |
| Zgură (1–1)            |
| Iarbă (0–0)            |

| Rezultar | C–P | Dată           | Turneu                     | Cat.    | Suprafață | Partner          | Adversar                     | Scor          |
| -------- | --- | -------------- | -------------------------- | ------- | --------- | ---------------- | ---------------------------- | ------------- |
| Câștigat | 1–0 | octombrie 2014 | Kremlin Cup, Rusia         | ATP 250 | Dură      | František Čermák | Sam Groth Chris Guccione     | 7–6(7–2), 7–5 |
| Câștigat | 2–0 | mai 2017       | Istanbul Open, Turcia      | ATP 250 | Zgură     | Roman Jebavý     | Tuna Altuna Alessandro Motti | 6–0, 6–0      |
| Pierdut  | 2–1 | iulie 2018     | Croatia Open Umag, Croația | ATP 250 | Zgură     | Roman Jebavý     | Robin Haase Matwé Middelkoop | 4–6, 4–6      |

### Victorii asupra jucătorilor din top 10
| #    | Jucător          | Poz   | Turneu                      | Suprafață | Rd | Scor                         | JVR     |
| ---- | ---------------- | ----- | --------------------------- | --------- | -- | ---------------------------- | ------- |
| 2016 |                  |       |                             |           |    |                              |         |
| 1.   | Novak Djokovic   | Nr. 1 | Monte-Carlo Masters, Monaco | Zgură     | R2 | 6–4, 2–6, 6–4                | Nr. 55  |
| 2.   | Dominic Thiem    | Nr. 8 | Wimbledon, Regatul Unit     | Iarbă     | R2 | 7–6(7–4), 7–6(7–5), 7–6(7–3) | Nr. 64  |
| 2019 |                  |       |                             |           |    |                              |         |
| 3.   | Alexander Zverev | Nr. 5 | Wimbledon, Regatul Unit     | Iarbă     | R1 | 4–6, 6–3, 6–2, 7–5           | Nr. 124 |
| 2022 |                  |       |                             |           |    |                              |         |
| 4.   | Novak Djokovic   | No. 1 | Dubai, UAE                  | Dură      | QF | 6–4, 7–6(7-4)                | Nr. 123 |